# Temporada 1995 de la CART IndyCar World Series
La temporada 1995 de la PPG CART World Series fue la decimoséptima temporada de la Championship Auto Racing Teams y siendo también parte del Campeonato de Monoplazas de Estados Unidos, se corrieron 17 carreras, iniciando el 5 de marzo en Miami, Florida, y terminando el 10 de septiembre en Monterey, California. El campeón del PPG CART IndyCar World Series fue para el piloto canadiense y también ganador de la 79.ª edición de las 500 Millas de Indianápolis Jacques Villeneuve, y el novato de la temporada fue el brasileño Gil de Ferran. Este campeonato sería recordado que, por ser la última temporada donde la CART vería en su calendario la celebración de las 500 Millas de Indianápolis, que pasaría a ser parte de un nuevo campeonato paralelo que a partir de 1996 sería denominado la Indy Racing League

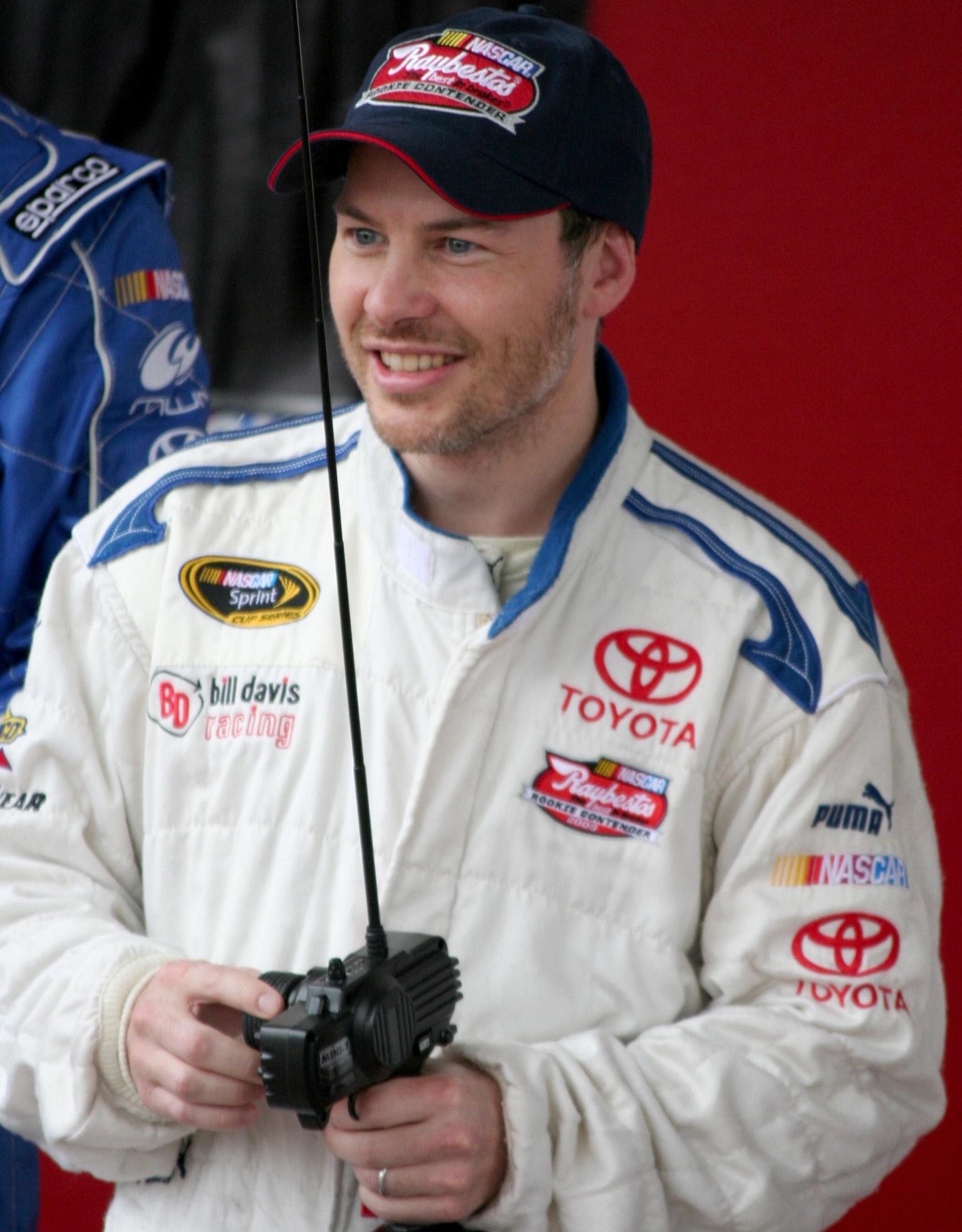
El piloto canadiense Jacques Villeneuve en su segundo año en CART IndyCar World Series, se adjudicó el título de la temporada 1995, así como su victoria inétida en las 500 millas de Indianápolis del mismo año.

## Desarrollo de la temporada
Esta temporada se caracterizó porque por última vez albergaría la más prestigiosa competencia norteamericana en muchos años, las 500 millas de Indianápolis (algo que no ocurría entre 1981 y 1982, que en ese entonces había sido por diferencias con la USAC), ocasionada por una ruptura con los organizadores de la carrera al final de la temporada producto de sus diferencias sobre las medidas relacionadas con la reducción de la participación de pilotos estadounidenses y el conflicto del aumento en el calendario de circuitos y la reducción de los ovalos y la inclusión de nuevas pruebas fuera del calendario estadounidense, por lo que fue último año de CART sin las míticas Indy 500, tras esto el dueño del Indianapolis Motor Speedway, Tony George, se enmancipó con otros dueños de equipos y fundaron la Indy Racing League, un campeonato nacional paralelo a partir de 1996. Las Indy 500 fueron sustituidas en la serie al año siguiente por la USA 500, celebrada en Brooklyn, Míchigan.

## Equipos y pilotos
| Equip./Prop.               | Chasís       | Motor                            | Neumáticos | Núm. | Piloto (s)                                                                           |
| -------------------------- | ------------ | -------------------------------- | ---------- | ---- | ------------------------------------------------------------------------------------ |
| Marlboro Team Penske       | Penske PC-24 | Ilmor-Mercedes Benz IC108        | G          | 1    | Al Unser Jr.                                                                         |
| Marlboro Team Penske       | Penske PC-24 | Ilmor-Mercedes Benz IC108        | G          | 2    | Emerson Fittipaldi                                                                   |
| Newman/Haas Racing         | Lola         | Ford XB                          | G          | 3    | Paul Tracy                                                                           |
| Newman/Haas Racing         | Lola         | Ford XB                          | G          | 6    | Michael Andretti                                                                     |
| Target Chip Ganassi Racing | Reynard 95I  | Ford XB                          | G          | 4    | Bryan Herta Mike Groff                                                               |
| Target Chip Ganassi Racing | Reynard 95I  | Ford XB                          | G          | 12   | Jimmy Vasser                                                                         |
| Walker Racing              | Reynard 95I  | Ford XB                          | G          | 5    | Robby Gordon                                                                         |
| Walker Racing              | Reynard 95I  | Ford XB                          | G          | 15   | Christian Fittipaldi                                                                 |
| Dick Simon Racing          | Lola         | Ford XB                          | G          | 7    | Eliseo Salazar                                                                       |
| Dick Simon Racing          | Lola         | Ford XB                          | G          | 22   | Carlos Guerrero                                                                      |
| Dick Simon Racing          | Lola         | Ford XB                          | G          | 29   | Carlos Guerrero                                                                      |
| Dick Simon Racing          | Lola         | Ford XB                          | G          | 77   | Davy Jones                                                                           |
| Dick Simon Racing          | Lola         | Ford XB                          | G          | 90   | Tero Palmroth                                                                        |
| Dick Simon Racing          | Lola         | Ford XB                          | G          | 99   | Dean Hall                                                                            |
| Hall Racing                | Reynard 95I  | Ilmor-Mercedes Benz IC108        | G          | 8    | Gil de Ferran                                                                        |
| Rahal-Hogan Racing         | Lola         | Ilmor-Mercedes Benz IC108        | G          | 9    | Bobby Rahal                                                                          |
| Rahal-Hogan Racing         | Lola         | Ilmor-Mercedes Benz IC108        | G          | 11   | Raul Boesel                                                                          |
| Galles Racing              | Lola         | Ilmor-Mercedes Benz IC108        | G          | 10   | Adrián Fernández                                                                     |
| Galles Racing              | Lola         | Ilmor-Mercedes Benz IC108        | G          | 55   | Marco Greco                                                                          |
| Galles Racing              | Lola         | Ilmor-Mercedes Benz IC108        | G          | 99   | Marco Greco                                                                          |
| A.J. Foyt Enterprises      | Lola         | Ford XB                          | G          | 14   | Eddie Cheever Brian Till Fredrik Ekblom                                              |
| A.J. Foyt Enterprises      | Lola         | Ford XB                          | G          | 41   | Scott Sharp                                                                          |
| Bettenhausen Motorsports   | Penske PC-23 | Ilmor-Mercede IC108              | G          | 16   | Stefan Johansson                                                                     |
| PacWest Racing             | Reynard 95I  | Ford XB                          | G          | 17   | Danny Sullivan Juan Manuel Fangio II                                                 |
| PacWest Racing             | Reynard 95I  | Ford XB                          | G          | 18   | Maurício Gugelmin                                                                    |
| PacWest Racing             | Reynard 95I  | Ford XB                          | G          | 71   | Dominic Dobson                                                                       |
| Payton/Coyne Racing        | Lola         | Ford XB                          | F          | 19   | Eric Bachelart Buddy Lazier Ross Bentley Franck Fréon                                |
| Payton/Coyne Racing        | Lola         | Ford XB                          | F          | 34   | Alessandro Zampedri                                                                  |
| Patrick Racing             | Lola         | Ford XB                          | F          | 20   | Scott Pruett                                                                         |
| Arciero Racing             | Reynard 95I  | Ford XB                          | F          | 25   | Hiro Matsushita                                                                      |
| Team Green                 | Reynard 95I  | Ford XB                          | G          | 27   | Jacques Villeneuve                                                                   |
| / Tasman Motorsports       | Reynard 95I  | Honda                            | F          | 31   | André Ribeiro                                                                        |
| / Tasman Motorsports       | Reynard 95I  | Honda                            | F          | 24   | Scott Goodyear                                                                       |
| Forsythe Racing            | Reynard 95I  | Ford XB                          | G          | 33   | Teo Fabi                                                                             |
| Team Menard                | Lola         | Menard (en asociación con Buick) | F          | 40   | Arie Luyendyk                                                                        |
| Team Menard                | Lola         | Menard (en asociación con Buick) | F          | 60   | Scott Brayton                                                                        |
| Team Menard                | Lola         | Menard (en asociación con Buick) | F          | 80   | Buddy Lazier                                                                         |
| Comptech Racing            | Reynard 95I  | Honda                            | F          | 49   | Parker Johnstone                                                                     |
| Project Indy               | Reynard 95I  | Ford XB                          | G          | 64   | Christian Danner Franck Fréon Buddy Lazier Hubert Stromberger Domenico Schiattarella |

## Resultados de la Temporada

### Calendario y Resultados
| Rond. | Competencia                                               | Circuito                                      | Localización                            | Fecha            | Pole position      | Vuel. Rap.         | Ganador            | Equipo Ganador       |
| ----- | --------------------------------------------------------- | --------------------------------------------- | --------------------------------------- | ---------------- | ------------------ | ------------------ | ------------------ | -------------------- |
| 1     | Marlboro Gran Premio de Miami Presentado por Toyota       | Circuito Callejero Bicentennial Park          | Miami, Florida                          | 5 de marzo       | Michael Andretti   | Scott Pruett       | Jacques Villeneuve | Team Green           |
| 2     | IndyCar Gran Premio de Australia                          | Circuito callejero de Surfers Paradise        | Surfers Paradise, Queensland, Australia | 19 de marzo      | Michael Andretti   | Michael Andretti   | Paul Tracy         | Newman/Haas Racing   |
| 3     | Slick 50 200 de Phoenix                                   | Phoenix International Raceway                 | Avondale, Phoenix Arizona               | 2 de abril       | Bryan Herta        | Emerson Fittipaldi | Robby Gordon       | Walker Racing        |
| 4     | Toyota Gran Premio de Long Beach                          | Circuito callejero de Long Beach              | Long Beach, California                  | 13 de abril      | Michael Andretti   | Michael Andretti   | Al Unser Jr.       | Marlboro Team Penske |
| 5     | Bosch Spark Plug Gran Premio de Nazareth                  | Nazareth Speedway                             | Nazareth, Pennsylvania                  | 9 de abril       | Robby Gordon       | Emerson Fittipaldi | Emerson Fittipaldi | Marlboro Team Penske |
| 6     | 79.ª Edición de las 500 millas de Indianápolis            | Indianapolis Motor Speedway                   | Speedway, Indiana                       | 28 de mayo       | Scott Brayton      | Scott Goodyear     | Jacques Villeneuve | Team Green           |
| 7     | Miller Genuine Draft 200 Millas de Milwaukee              | Milwaukee Mile                                | West Allis, Wisconsin                   | 4 de junio       | Teo Fabi           | Teo Fabi           | Paul Tracy         | Newman/Haas Racing   |
| 8     | ITT Automotive Gran Premio de Detroit                     | Circuito callejero de Belle Isle Park         | Detroit, Míchigan                       | 11 de junio      | Robby Gordon       | Michael Andretti   | Robby Gordon       | Walker Racing        |
| 9     | Budweiser/G. I. Joe's 200 Gran Premio de Portland         | Portland International Raceway                | Portland, Oregón                        | 25 de junio      | Jacques Villeneuve | Al Unser Jr.       | Al Unser Jr.       | Marlboro Team Penske |
| 10    | Texaco/Havoline 200 millas al Gran Premio de Road America | Road America                                  | Elkhart Lake, Wisconsin                 | 9 de julio       | Jacques Villeneuve | Jacques Villeneuve | Jacques Villeneuve | Team Green           |
| 11    | Molson Indy Toronto                                       | Circuito callejero de Exhibition Place        | Toronto, Ontario                        | 16 de julio      | Jacques Villeneuve | Bobby Rahal        | Michael Andretti   | Newman/Haas Racing   |
| 12    | Medic Drug Gran Premio de Cleveland                       | Circuito de Cleveland Burke Lakefront Airport | Cleveland, Ohio                         | 23 de julio      | Gil de Ferran      | Jacques Villeneuve | Jacques Villeneuve | Team Green           |
| 13    | Marlboro 500 de Míchigan                                  | Michigan International Speedway               | Brooklyn, Míchigan                      | 30 de julio      | Parker Johnstone   | Parker Johnstone   | Scott Pruett       | Patrick Racing       |
| 14    | Miller Genuine Draft 200 de Ohio                          | Mid-Ohio Sports Car Course                    | Lexington, Ohio                         | 13 de agosto     | Jacques Villeneuve | Al Unser Jr.       | Al Unser Jr.       | Marlboro Team Penske |
| 15    | Nueva Inglaterra 200                                      | New Hampshire Motor Speedway                  | Brooklyn, Míchigan                      | 20 de agosto     | André Ribeiro      | Teo Fabi           | André Ribeiro      | Tasman Motorsports   |
| 16    | Molson Indy Vancouver                                     | Circuito Callejero de Vancouver               | Vancouver, Columbia Británica           | 3 de septiembre  | Jacques Villeneuve | Bobby Rahal        | Al Unser Jr.       | Marlboro Team Penske |
| 16    | Honda Gran Premio de Monterey                             | Mazda Raceway Laguna Seca                     | Monterey, California                    | 10 de septiembre | Jacques Villeneuve | Gil de Ferran      | Gil de Ferran      | Jim Hall Racing      |

     Óvalo
     Circuito

### Estadísticas Finales
| Pos. | Piloto                 | MIA | SUR | PHX | LBH | NAZ | INDY 500 | MIL | DET | POR | ROA | TOR | CLE  | MIC | MDO | LOU | VAN | LAG | Puntos |
| ---- | ---------------------- | --- | --- | --- | --- | --- | -------- | --- | --- | --- | --- | --- | ---- | --- | --- | --- | --- | --- | ------ |
| 1    | Jacques Villeneuve     | 1   | 20  | 5   | 25  | 2*  | 1        | 6   | 9   | 20  | 1*  | 3   | 1    | 10  | 3   | 4   | 12  | 11  | 172    |
| 2    | Al Unser Jr.           | 15  | 6   | 8   | 1*  | 13  | DNQ      | 2*  | 5   | 1*  | 28  | 26  | 18   | 2   | 1   | 3   | 1*  | 6   | 161    |
| 3    | Bobby Rahal            | 3   | 2   | 21  | 21  | 6   | 3        | 13  | 24  | 3   | 5   | 2   | 4    | 8   | 26  | 10  | 5   | 7   | 128    |
| 4    | Michael Andretti       | 20* | 9*  | 2   | 9   | 22  | 25       | 3   | 4   | 4   | 27  | 1*  | 7    | 25  | 19* | 2   | 21  | 4   | 123    |
| 5    | Robby Gordon           | 13  | 14  | 1   | 22  | 4   | 5        | 5   | 1*  | 8   | 26  | 5   | 6    | DNS | 8   | 9   | 3   | 15  | 121    |
| 6    | Paul Tracy             | 27  | 1   | 4   | 28  | 26  | 24       | 1   | 8   | 18  | 2   | 8   | 26   | 23  | 2   | 23  | 8   | 2   | 115    |
| 7    | Scott Pruett           | 4   | 3   | 9   | 2   | 8   | 19       | 12  | 3   | 13  | 7   | 25  | 16   | 1   | 11  | 24  | 6   | 5   | 112    |
| 8    | Jimmy Vasser           | 8   | 24  | 23  | 23  | 24  | 22       | 9   | 2   | 2   | 3   | 17  | 3    | 7   | 9   | 6   | 27  | 8   | 92     |
| 9    | Teo Fabi               | 16  | 13  | 7   | 3   | 7   | 8        | 4   | 7   | 23  | 9   | 4   | 19   | 4   | 17  | 12  | 19  | 9   | 83     |
| 10   | Maurício Gugelmin      | 2   | 4   | 13  | 5   | 17  | 6*       | 14  | 15  | 7   | 24  | 12  | 23   | 11  | 6   | 11  | 20  | 3   | 80     |
| 11   | Emerson Fittipaldi     | 24  | 18  | 3*  | 20  | 1   | DNQ      | 23  | 10  | 21  | 15  | 10  | 25   | 5   | 21  | 5   | 7   | 16  | 67     |
| 12   | Adrián Fernández       | 11  | 26  | 12  | 18  | 9   | 21       | 10  | 6   | 9   | 6   | 7   | 12   | 3   | 4   | 26  | 22  | 10  | 66     |
| 13   | Stefan Johansson       | 22  | 17  | 24  | 6   | 3   | 16       | 21  | 11  | 6   | 10  | 14  | 8    | 6   | 23  | 25  | 4   | 14  | 60     |
| 14   | Gil de Ferran          | 25  | 16  | 11  | 27  | 19  | 29       | 8   | 16  | 10  | 21  | 16  | 14*  | 12  | 24  | 7   | 2   | 1*  | 56     |
| 15   | Christian Fittipaldi   | 5   | 25  | 10  | 14  | 20  | 2        | 7   | 17  | 12  | 8   | 9   | 24   | 9   | 25  | 8   | 24  | 24  | 54     |
| 16   | Raul Boesel            | 6   | 8   | 6   | 16  | 10  | 20       | 11  | DNS | 5   | 22  | 6   | 20   | 24  | 20  | 18  | 10  | 12  | 48     |
| 17   | André Ribeiro          | 21  | 23  | 26  | 12  | 11  | 18       | 25  | 18  | 14  | 4   | 13  | 27   | 21* | 27  | 1*  | 23  | 26  | 38     |
| 18   | Eddie Cheever          | 14  | 7   | 14  | 4   | 5   | 31       | 26  | 25  | 25  | 17  | 11  | 22   | 19  | 10  | 17  |     |     | 33     |
| 19   | Danny Sullivan         | 9   | 5   | 27  | 10  | 18  | 9        | 17  | 12  | 22  | 25  | 18  | 5    | 16  |     |     |     |     | 32     |
| 20   | Bryan Herta            | 10  | 15  | 20  | 26  | 23  | 13       | 24  | 27  | 26  | 14  | 27  | 2    | 15  | 5   | 19  | 16  | 25  | 30     |
| 21   | Eliseo Salazar         | 17  | 10  | 15  | 24  | 12  | 4        | 16  | 20  | 15  | 18  | 21  | 10   | 18  | 13  | 13  | 13  | DNQ | 19     |
| 22   | Alessandro Zampedri    | 23  | 19  | 19  | 8   | 15  | 11       | 22  | 26  | 16  | 20  | 23  | 9    | 13  | 14  | 14  | 9   | 20  | 15     |
| 23   | Eric Bachelart         | 19  | 22  | 18  | 7   |     | 28       |     | 23  | 19  | 11  | 22  | 21   |     | 16  |     |     |     | 8      |
| 24   | Juan Manuel Fangio II  |     |     |     |     |     |          |     |     |     |     |     |      |     | 7   | 15  | 28  | 13  | 6      |
| 25   | Christian Danner       | 7   |     |     |     |     |          |     | 22  |     |     |     |      |     |     |     |     |     | 6      |
| 26   | Arie Luyendyk          |     |     | 25  |     |     | 7        |     |     |     |     |     |      |     |     |     |     |     | 6      |
| 27   | Parker Johnstone       |     |     |     |     |     | Wth      |     | 19  |     | 12  |     | 11   | 22  | 28  |     | 11  | 17  | 6      |
| 28   | Hiro Matsushita        | 26  | 11  | 22  | 19  | DNS | 10       | 19  | 14  | 17  | 13  | 19  | 13   | 20  | 15  | 22  | 17  | 22  | 5      |
| 29   | Marco Greco            |     |     |     | 13  | 21  | DNQ      |     | 13  | 11  | 23  | 20  | 15   |     | 22  | 20  | 25  | 23  | 2      |
| 30   | Carlos Guerrero        |     |     |     | 11  | 14  | 33       | 15  | 21  | 24  | 19  | 24  | 17   | 26  | 18  | 16  | 15  | 18  | 2      |
| 31   | Dean Hall              | 12  | 12  | 17  | 17  | 16  | DNQ      |     |     |     |     |     |      |     |     |     |     |     | 2      |
| 32   | Scott Goodyear         |     |     |     |     |     | 14       |     |     |     |     |     |      |     | 12  |     | 14  |     | 1      |
| 33   | Roberto Guerrero       |     |     | 16  |     |     | 12       |     |     |     |     |     |      |     |     |     |     |     | 1      |
| 34   | Scott Brayton          |     |     |     |     |     | 17       |     |     |     |     |     |      |     |     |     |     |     | 1      |
| 35   | Buddy Lazier           |     | 21  |     |     | 25  | 27       | 18  |     |     |     | 15  |      | 14  |     | 21  |     |     | 0      |
| 36   | Franck Fréon           |     |     |     | 15  |     | DNQ      |     |     |     |     |     |      |     |     |     |     | DNQ | 0      |
| 37   | Hideshi Matsuda        |     |     |     |     |     | 15       |     |     |     |     |     |      |     |     |     |     |     | 0      |
| 38   | Hubert Stromberger     |     |     |     |     |     |          |     |     |     | 16  |     | Ret. |     | DNQ |     |     |     | 0      |
| 39   | Lyn St. James          |     |     |     |     |     | 32       | 20  |     |     |     |     |      | 17  |     |     |     |     | 0      |
| 40   | Domenico Schiattarella |     |     |     |     |     |          |     |     |     |     |     |      |     |     |     | 18  | 21  | 0      |
| 41   | Dennis Vitolo          | 18  |     |     |     |     | Ret.     |     |     |     |     |     |      |     |     |     |     |     | 0      |
| 42   | Fredrik Ekblom         |     |     |     |     |     | Wth      |     |     |     |     |     |      |     |     |     |     | 19  | 0      |
| 43   | Davy Jones             |     |     |     |     |     | 23       |     |     |     |     |     |      |     |     |     |     |     | 0      |
| 44   | Scott Sharp            |     |     |     |     |     | 26       |     |     |     |     |     |      |     |     |     |     |     | 0      |
| 45   | Brian Till             |     |     |     |     |     |          |     |     |     |     |     |      |     |     |     | 26  |     | 0      |
| 46   | Stan Fox               |     |     |     |     |     | 30       |     |     |     |     |     |      |     |     |     |     |     | 0      |
|      | Ross Bentley           |     |     |     |     |     |          |     |     |     |     |     |      |     |     |     | DNQ |     | 0      |
|      | Jim Crawford           |     |     |     |     |     | DNQ      |     |     |     |     |     |      |     |     |     |     |     | 0      |
|      | Dominic Dobson         |     |     |     |     |     | Wth      |     |     |     |     |     |      |     |     |     |     |     | 0      |
|      | Michael Greenfield     |     |     |     |     |     | DNQ      |     |     |     |     |     |      |     |     |     |     |     | 0      |
|      | Mike Groff             |     |     |     |     |     | Wth      |     |     |     |     |     |      |     |     |     |     |     | 0      |
|      | Davey Hamilton         |     |     |     |     |     | DNQ      |     |     |     |     |     |      |     |     |     |     |     | 0      |
|      | Tero Palmroth          |     |     |     |     |     | DNQ      |     |     |     |     |     |      |     |     |     |     |     | 0      |
|      | Johnny Parsons         |     |     |     |     |     | DNQ      |     |     |     |     |     |      |     |     |     |     |     | 0      |
|      | Didier Theys           |     |     |     |     |     | Wth      |     |     |     |     |     |      |     |     |     |     |     | 0      |
|      | Jeff Ward              |     |     |     |     |     | DNQ      |     |     |     |     |     |      |     |     |     |     |     | 0      |
|      | Dick Simon             |     |     |     |     |     | DNQ      |     |     |     |     |     |      |     |     |     |     |     | 0      |
|      | Jeff Wood              |     |     |     |     |     |          |     |     |     |     | Ret |      |     |     |     |     |     | 0      |
| Pos. | Piloto                 | MIA | SUR | PHX | LBH | NAZ | INDY 500 | MIL | DET | POR | ROA | TOR | CLE  | MIC | MDO | LOU | VAN | LAG | Puntos |

| Color       | Resultados                    |
| ----------- | ----------------------------- |
| Oro         | Ganador                       |
| Plata       | 2° Lugar                      |
| Bronce      | 3° Lugar                      |
| Verde       | 4° y 5° Lugar                 |
| Azul claro  | 6° – 10° Lugar                |
| Azul oscuro | Finalizó (Fuera del Top 10)   |
| Púrpura     | No acabaron la carrera        |
| Rojo        | No lograron calificarse (DNQ) |
| Marrón      | No Arrancó (DNS)              |
| Negro       | Descalificado (DSQ)           |
| Blanco      | No Arrancó (DNS)              |
| Blanco      | Abandono por carrera (C)      |
| Sin color   | No participó                  |

| In-line notation                                                            | |
| Negrita                                                                     | Pole position (1 punto; excepto en Indy y Iowa)                                                            |
| 1 Como la clasificación fue cancelada, no se otorgan el punto al polesitter | |
| Cursiva                                                                     | Vuélta más rápida                                                                                          |
| *                                                                           | Mayor Número de vueltas lideradas (2 puntos)                                                               |
| DNS                                                                         | Piloto que no calificó No logró arrancar (DNS), gana la 1/2 de los Puntos por haber calificado/participado |
| Novato del Año                                                              | |
| Novato                                                                      | |

### Sistema de Puntuación
Los puntos para la temporada se otorgaron sobre la base de los lugares obtenidos por cada conductor (independientemente de que si el coche está en marcha hasta el final de la carrera):
| Posición | 1  | 2  | 3  | 4  | 5  | 6 | 7 | 8 | 9 | 10 | 11 | 12 |
| Puntos   | 20 | 16 | 14 | 12 | 10 | 8 | 6 | 5 | 4 | 3  | 2  | 1  |

#### Puntos de bonificación
- 1 Punto Para la Pole Position
- 1 Punto por liderar la mayoría de vueltas de la carrera

## Copa de Naciones
| Pos. | País                     | MIA | SUR | PHX | LBH | NAZ | INDY 500 | MIL | DET | POR | ROA | TOR | CLE  | MIC | MDO | LOU | VAN | LAG | Puntos |
| ---- | ------------------------ | --- | --- | --- | --- | --- | -------- | --- | --- | --- | --- | --- | ---- | --- | --- | --- | --- | --- | ------ |
| 1    | Estados Unidos           | 3   | 2   | 1   | 1   | 4   | 3        | 2   | 1   | 1   | 3   | 1   | 2    | 1   | 1   | 2   | 1   | 4   | 290    |
| 2    | Canadá                   | 1   | 1   | 4   | 25  | 2   | 1        | 1   | 8   | 18  | 1   | 3   | 1    | 10  | 2   | 4   | 8   | 2   | 219    |
| 3    | Brasil                   | 2   | 4   | 3   | 5   | 1   | 2        | 7   | 10  | 5   | 4   | 6   | 14   | 5   | 6   | 1   | 2   | 1   | 201    |
| 4    | Italia                   | 16  | 13  | 7   | 3   | 7   | 8        | 4   | 7   | 16  | 9   | 4   | 9    | 4   | 14  | 12  | 9   | 9   | 90     |
| 5    | México                   | 11  | 26  | 12  | 11  | 9   | 21       | 10  | 6   | 9   | 6   | 7   | 12   | 3   | 4   | 16  | 15  | 10  | 68     |
| 6    | Suecia                   | 22  | 17  | 24  | 6   | 3   | 16       | 21  | 11  | 6   | 10  | 14  | 8    | 6   | 23  | 25  | 4   | 14  | 60     |
| 7    | Chile                    | 17  | 10  | 15  | 24  | 12  | 4        | 16  | 20  | 15  | 18  | 21  | 10   | 18  | 13  | 13  | 13  | DNQ | 19     |
| 8    | Bélgica                  | 19  | 22  | 18  | 7   |     | 28       |     | 23  | 19  | 11  | 22  | 21   |     | 16  |     |     |     | 8      |
| 9    | Argentina                |     |     |     |     |     |          |     |     |     |     |     |      |     | 7   | 15  | 28  | 13  | 6      |
| 10   | Alemania                 | 7   |     |     |     |     |          |     | 22  |     |     |     |      |     |     |     |     |     | 6      |
| 11   | Holanda                  |     |     | 25  |     |     | 7        |     |     |     |     |     |      |     |     |     |     |     | 6      |
| 12   | Japón                    | 26  | 11  | 22  | 19  | DNS | 10       | 19  | 14  | 17  | 13  | 19  | 13   | 20  | 15  | 22  | 17  | 22  | 5      |
| 13   | Colombia                 |     |     | 16  |     |     | 12       |     |     |     |     |     |      |     |     |     |     |     | 1      |
| 14   | Francia                  |     |     |     | 15  |     | DNQ      |     |     |     |     |     |      |     |     |     |     | DNQ | 0      |
| 15   | Austria                  |     |     |     |     |     |          |     |     |     | 16  |     | Ret. |     | DNQ |     |     |     | 0      |
| -    | Finlandia                |     |     |     |     |     | DNQ      |     |     |     |     |     |      |     |     |     |     |     | 0      |
| -    | Reino Unido/ Escocia (*) |     |     |     |     |     | DNQ      |     |     |     |     |     |      |     |     |     |     |     | 0      |
| Pos. | País                     | MIA | SUR | PHX | LBH | NAZ | INDY 500 | MIL | DET | POR | ROA | TOR | CLE  | MIC | MDO | LOU | VAN | LAG | Puntos |

### Copa de Fabricantes de Chasis
| Posición | Chasís                 | Puntos |
| -------- | ---------------------- | ------ |
| 1        | Reynard 95I/94I        | 302    |
| 2        | Lola T9500/T9400/T9300 | 273    |
| 3        | Penske PC-24/PC-23     | 202    |
| Posición | Chasís                 | Puntos |

### Copa de Fabricantes de Motoristas
| Posición | Motor                 | Puntos |
| -------- | --------------------- | ------ |
| 1        | Ford XB               | 331    |
| 2        | / Ilmor-Mercedes Benz | 267    |
| 3        | Honda                 | 47     |
| 4        | Menard                | 7      |
| Posición | Motor                 | Puntos |